# Шеннон (Джорджія)
Шеннон (англ. Shannon) — переписна місцевість (CDP) в США, в окрузі Флойд штату Джорджія. Населення — 1919 осіб (2020).

## Географія
Шеннон розташований за координатами 34°20′25″ пн. ш. 85°5′3″ зх. д. / 34.34028° пн. ш. 85.08417° зх. д. (34.340319, -85.084082).  За даними Бюро перепису населення США в 2010 році переписна місцевість мала площу 13,01 км², з яких 12,90 км² — суходіл та 0,11 км² — водойми.

### Клімат
| Клімат : Шеннон       | Клімат : Шеннон | Клімат : Шеннон | Клімат : Шеннон | Клімат : Шеннон | Клімат : Шеннон | Клімат : Шеннон | Клімат : Шеннон | Клімат : Шеннон | Клімат : Шеннон | Клімат : Шеннон | Клімат : Шеннон | Клімат : Шеннон | Клімат : Шеннон |
| Показник              | Січ.            | Лют.            | Бер.            | Квіт.           | Трав.           | Черв.           | Лип.            | Серп.           | Вер.            | Жовт.           | Лист.           | Груд.           | Рік             |
| Середній максимум, °C | 10,6            | 13,3            | 17,2            | 23,3            | 27,2            | 31,1            | 32,2            | 32,2            | 28,9            | 23,3            | 16,7            | 12,2            | 22,2            |
| Середній мінімум, °C  | −1,1            | −0,6            | 3,3             | 7,8             | 12,8            | 17,2            | 19,4            | 18,9            | 15,6            | 8,3             | 2,2             | −0,6            | 8,9             |
| Норма опадів, мм      | 127             | 114             | 170             | 127             | 109             | 94              | 119             | 89              | 112             | 71              | 99              | 124             | 1354            |
| --------------------- | --------------- | --------------- | --------------- | --------------- | --------------- | --------------- | --------------- | --------------- | --------------- | --------------- | --------------- | --------------- | --------------- |
| Джерело: Weatherbase  |                 |                 |                 |                 |                 |                 |                 |                 |                 |                 |                 |                 |                 |

## Демографія
Згідно з переписом 2010 року, у переписній місцевості мешкали 1862 особи в 759 домогосподарствах у складі 534 родин. Густота населення становила 143 особи/км².  Було 903 помешкання (69/км²).
Расовий склад населення:
| - 95,0 % — білих - 1,3 % — чорних або афроамериканців - 0,6 % — азіатів - 0,2 % — корінних американців - 0,1 % — вихідців з тихоокеанських островів - 1,7 % — осіб інших рас |

До двох чи більше рас належало 1,2 %. Частка іспаномовних становила 2,3 % від усіх жителів.
За віковим діапазоном населення розподілялося таким чином: 24,0 % — особи молодші 18 років, 60,4 % — особи у віці 18—64 років, 15,6 % — особи у віці 65 років та старші. Медіана віку мешканця становила 40,0 року. На 100 осіб жіночої статі у переписній місцевості припадало 103,3 чоловіків;  на 100 жінок у віці від 18 років та старших — 100,6 чоловіків також старших 18 років.
Середній дохід на одне домашнє господарство  становив 44 389 доларів США (медіана — 37 198), а середній дохід на одну сім'ю — 50 602 долари (медіана — 37 143). Медіана доходів становила 39 527 доларів для чоловіків та 28 654 долари для жінок. За межею бідності перебувало 17,5 % осіб, у тому числі 21,0 % дітей у віці до 18 років та 12,3 % осіб у віці 65 років та старших.
Цивільне працевлаштоване населення становило 670 осіб. Основні галузі зайнятості: освіта, охорона здоров'я та соціальна допомога — 23,6 %, будівництво — 18,8 %, виробництво — 17,6 %.